# Championnat de Tunisie de football 2013-2014
Navigation
Saison précédente Saison suivante
La saison 2013-2014 du championnat de Tunisie de football est la 59e édition de la première division tunisienne à poule unique, la Ligue Professionnelle 1. Les seize meilleurs clubs tunisiens jouent les uns contre les autres à deux reprises durant la saison, à domicile et à l'extérieur. En fin de saison, les trois derniers du classement sont relégués et remplacés par les trois meilleurs clubs de la Ligue Professionnelle 2.
Le Club sportif sfaxien est le tenant du titre. Ses principaux adversaires pour la victoire finale sont le Club africain, l'Étoile sportive du Sahel et l'Espérance sportive de Tunis. Les deux premiers du classement se qualifient pour la Ligue des champions de la CAF 2015 tandis que le troisième participe à la coupe de la confédération 2015.
| \| CA EST ASM ST CSHL CAB EGSG ESM ESS JSK USM CSS SG GS OB LPST \| Localisation des clubs engagés dans le championnat. |
| CA EST ASM ST CSHL CAB EGSG ESM ESS JSK USM CSS SG GS OB LPST                                                           |

## Participants et localisation
| Club                           | Dernière montée | Classement 2012-2013 | Stade                         | Capacité théorique | Ville      |
| ------------------------------ | --------------- | -------------------- | ----------------------------- | ------------------ | ---------- |
| Club sportif sfaxien           | 1939            | 1                    | Stade Taïeb-Mehiri            | 22 000             | Sfax       |
| Espérance sportive de Tunis    | 1936            | 2                    | Stade olympique de Radès      | 65 000             | Tunis      |
| Étoile sportive du Sahel       | 1962            | 3                    | Stade olympique de Sousse     | 25 000             | Sousse     |
| Club africain                  | 1937            | 4                    | Stade olympique de Radès      | 65 000             | Tunis      |
| Union sportive monastirienne   | 2011            | 5                    | Stade Mustapha-Ben-Jannet     | 25 000             | Monastir   |
| Club athlétique bizertin       | 1990            | 6                    | Stade du 15-Octobre           | 20 000             | Bizerte    |
| Avenir sportif de La Marsa     | 2010            | 7                    | Stade Abdelaziz-Chtioui       | 6 000              | La Marsa   |
| Club sportif de Hammam Lif     | 2006            | 8                    | Stade municipal de Hammam Lif | 8 000              | Hammam Lif |
| Stade tunisien                 | 1955            | 9                    | Stade Chedly-Zouiten          | 18 000             | Le Bardo   |
| Jeunesse sportive kairouanaise | 2009            | 10                   | Stade Hamda-Laouani           | 5 000              | Kairouan   |
| Stade gabésien                 | 2012            | 11                   | Stade olympique de Gabès      | 15 000             | Gabès      |
| Olympique de Béja              | 2006            | 12                   | Stade Boujemaa-Kmiti          | 8 000              | Béja       |
| El Gawafel sportives de Gafsa  | 2005            | 13                   | Stade olympique de Gafsa      | 7 000              | Gafsa      |
| Étoile sportive de Métlaoui    | 2013            | 1 (LP2)              | Stade municipale de Métlaoui  | 5 000              | Métlaoui   |
| Grombalia Sports               | 2013            | 2 (LP2)              | Stade de Grombalia            | 3 000              | Grombalia  |
| La Palme sportive de Tozeur    | 2013            | 3 (LP2)              | Stade olympique Tozeur        | 3 000              | Tozeur     |

## Compétition

### Classement[1]
Le barème de points servant à établir le classement se décompose ainsi :
- Victoire : 3 points
- Match nul : 1 point
- Défaite : 0 point

| Rang | Équipe                          | Pts | J  | G  | N  | P  | Bp | Bc | Diff |
| ---- | ------------------------------- | --- | -- | -- | -- | -- | -- | -- | ---- |
| 1    | Espérance sportive de Tunis     | 66  | 30 | 19 | 9  | 2  | 48 | 15 | +33  |
| 2    | Club sportif sfaxien (T)        | 57  | 30 | 17 | 6  | 7  | 36 | 20 | +16  |
| 3    | Étoile sportive du Sahel (C)    | 56  | 30 | 15 | 11 | 4  | 36 | 15 | +21  |
| 4    | Club africain                   | 54  | 30 | 15 | 9  | 6  | 29 | 20 | +9   |
| 5    | Avenir sportif de La Marsa      | 42  | 30 | 12 | 6  | 12 | 28 | 27 | +1   |
| 6    | Club athlétique bizertin        | 41  | 30 | 9  | 14 | 7  | 29 | 20 | +9   |
| 7    | Stade gabésien                  | 40  | 30 | 9  | 13 | 8  | 27 | 23 | +4   |
| 8    | Jeunesse sportive kairouanaise  | 35  | 30 | 8  | 11 | 11 | 26 | 25 | +1   |
| 9    | Étoile sportive de Métlaoui (P) | 35  | 30 | 7  | 14 | 9  | 21 | 26 | -5   |
| 10   | Union sportive monastirienne    | 34  | 30 | 9  | 7  | 14 | 28 | 32 | -4   |
| 11   | Club sportif de Hammam Lif      | 34  | 30 | 9  | 7  | 14 | 20 | 32 | -12  |
| 12   | El Gawafel sportives de Gafsa   | 34  | 30 | 9  | 7  | 14 | 25 | 39 | -14  |
| 13   | Stade tunisien                  | 32  | 30 | 9  | 5  | 16 | 19 | 33 | -14  |
| 14   | Olympique de Béja               | 29  | 30 | 5  | 14 | 11 | 22 | 32 | -10  |
| 15   | La Palme sportive de Tozeur (P) | 29  | 30 | 6  | 11 | 13 | 23 | 35 | -12  |
| 16   | Grombalia Sports (P)            | 26  | 30 | 6  | 8  | 16 | 23 | 46 | -23  |

|  | Qualification pour la LC 2015                                                                          |
|  | Qualification pour la CC 2015                                                                          |
|  | Relégation directe en Ligue Professionnelle 2                                                          |
|  | (T) Tenant du titre (C) Vainqueur de la coupe de Tunisie 2013-2014 (P) Club promu de deuxième division |

### Résultats
| Résultats (▼dom., ►ext.)                                   | CSS | EST | ESS | CA  | USM | CAB | ASM | ST  | JSK | CSHL | SG  | OB  | EGSG | ESM | GS  | LPST |
| Club sportif sfaxien                                       |     | 0-1 | 1-0 | 2-0 | 2-1 | 0-0 | 0-2 | 1-0 | 2-1 | 2-0  | 2-1 | 1-0 | 2-0  | 0-0 | 3-0 | 1-0  |
| Espérance sportive de Tunis                                | 2-1 |     | 2-2 | 2-0 | 1-0 | 2-1 | 1-0 | 5-0 | 1-0 | 3-0  | 2-0 | 0-0 | 3-0  | 3-1 | 4-2 | 4-0  |
| Étoile sportive du Sahel                                   | 1-2 | 0-0 |     | 1-0 | 3-0 | 1-0 | 0-0 | 0-0 | 1-1 | 4-1  | 0-0 | 3-1 | 2-1  | 1-1 | 3-0 | 1-0  |
| Club africain                                              | 1-0 | 2-0 | 1-1 |     | 3-2 | 1-1 | 0-2 | 3-2 | 1-0 | 2-1  | 1-1 | 1-0 | 1-0  | 1-0 | 1-0 | 1-0  |
| US monastirienne                                           | 2-2 | 1-1 | 0-3 | 0-1 |     | 1-0 | 2-1 | 0-0 | 3-2 | 0-0  | 1-0 | 3-0 | 2-0  | 1-2 | 1-1 | 2-0  |
| Club athlétique bizertin                                   | 1-2 | 0-1 | 0-0 | 1-1 | 1-0 |     | 1-0 | 2-0 | 1-0 | 4-0  | 0-0 | 0-0 | 2-2  | 1-0 | 0-0 | 4-0  |
| Avenir sportif de La Marsa                                 | 0-0 | 1-1 | 1-2 | 0-0 | 1-0 | 2-1 |     | 2-1 | 0-2 | 1-1  | 1-2 | 2-3 | 0-1  | 1-1 | 1-0 | 1-0  |
| Stade tunisien                                             | 1-1 | 0-2 | 1-0 | 0-2 | 2-0 | 1-0 | 0-1 |     | 1-0 | 1-2  | 0-4 | 0-0 | 2-0  | 2-0 | 2-0 | 1-0  |
| JS kairouanaise                                            | 1-0 | 0-0 | 1-0 | 0-1 | 1-0 | 0-0 | 0-0 | 1-0 |     | 1-0  | 2-2 | 2-0 | 4-1  | 0-0 | 1-1 | 1-1  |
| Club sportif de Hammam Lif                                 | 0-1 | 1-0 | 0-1 | 0-0 | 1-1 | 0-0 | 0-2 | 2-0 | 1-0 |      | 1-0 | 2-1 | 1-0  | 1-0 | 1-2 | 1-1  |
| Stade gabésien                                             | 0-0 | 1-1 | 0-1 | 1-0 | 0-0 | 0-0 | 0-1 | 0-0 | 1-1 | 1-0  |     | 1-1 | 2-1  | 2-0 | 1-0 | 3-1  |
| Olympique de Béja                                          | 1-0 | 0-0 | 1-2 | 0-2 | 2-1 | 0-0 | 2-0 | 0-1 | 1-1 | 1-0  | 1-1 |     | 1-2  | 1-1 | 1-1 | 1-1  |
| EGS Gafsa                                                  | 1-2 | 0-2 | 0-0 | 1-0 | 1-0 | 2-2 | 1-0 | 2-1 | 2-1 | 0-2  | 1-0 | 2-1 |      | 0-0 | 3-3 | 1-2  |
| Étoile sportive de Métlaoui                                | 0-0 | 1-2 | 0-1 | 1-1 | 1-0 | 2-2 | 2-1 | 1-0 | 1-0 | 1-0  | 1-1 | 1-1 | 0-0  |     | 1-0 | 1-1  |
| Grombalia Sports                                           | 1-3 | 0-1 | 0-2 | 0-0 | 0-3 | 1-2 | 1-2 | 1-0 | 2-1 | 2-1  | 1-2 | 1-1 | 0-0  | 1-0 |     | 1-0  |
| La Palme sportive de Tozeur                                | 2-1 | 1-1 | 0-0 | 1-1 | 0-1 | 1-2 | 0-2 | 1-0 | 1-1 | 0-0  | 2-0 | 0-0 | 1-0  | 1-1 | 5-1 |      |
| - Victoire à domicile - Match nul - Victoire à l'extérieur |     |     |     |     |     |     |     |     |     |      |     |     |      |     |     |      |

## Classement des buteurs
| Rang | Joueur             | Club                           | Buts |
| ---- | ------------------ | ------------------------------ | ---- |
| 1    | Baghdad Bounedjah  | Étoile sportive du Sahel       | 14   |
| 2    | Nizar Issaoui      | La Palme sportive de Tozeur    | 13   |
| 3    | Ahmed Akaichi      | Espérance de Tunis             | 11   |
| 4    | Nabil Missaoui     | Olympique de Béja              | 10   |
| 5    | Oussama Darragi    | Espérance de Tunis             | 8    |
| 5    | Ali Maaloul        | Club sportif sfaxien           | 8    |
| 5    | Seifeddine Jerbi   | Grombalia Sports               | 8    |
| 6    | Zouhaier Dhaouadi  | Club africain                  | 7    |
| 6    | Bilel Ben Messaoud | Avenir sportif de La Marsa     | 7    |
| 6    | Mohamed Aouichi    | Jeunesse sportive kairouanaise | 7    |

## Bilan de la saison
| Championnat de Tunisie de football 2013-2014                        |                                |
| Champion                                                            | Espérance sportive de Tunis    |
| Qualifications continentales                                        |                                |
| Ligue des champions de la CAF 2015                                  | Espérance sportive de Tunis    |
| Ligue des champions de la CAF 2015                                  | Club sportif sfaxien           |
| Coupe de la confédération 2015                                      | Étoile sportive du Sahel       |
| Coupe de la confédération 2015                                      | Club africain                  |
| Promotions et relégations                                           |                                |
| Promus en Championnat de Tunisie de football                        | Association sportive de Djerba |
| Promus en Championnat de Tunisie de football                        | Avenir sportif de Gabès        |
| Promus en Championnat de Tunisie de football                        | Espérance sportive de Zarzis   |
| Relégués en Championnat de Tunisie de football de deuxième division | Olympique de Béja              |
| Relégués en Championnat de Tunisie de football de deuxième division | La Palme sportive de Tozeur    |
| Relégués en Championnat de Tunisie de football de deuxième division | Grombalia Sports               |